# جواد اسعد شیتنه
جواد اسعد شیتنه فرمانده لشکر ۳ زرهی عراق در جنگ ایران و عراق بود، که در تاریخ ۲۴ مه ۱۹۸۲ به دستور صدام حسین اعدام شد.
سرهنگ شیتنه در پی حملات دوم و سوم خرداد ۱۳۶۱ و در جریان عملیات بیت‌المقدس به دستور صدام به همراه سرهنگ دوم محسن عبدالله فرمانده تیپ ۱۲ زرهی ابن ولید تیرباران شد. اتهام وی ترس و تردید در انجام مأموریت ضد حمله و عدم برخورد مناسب برای ایجاد ترس در میان نیروهای تحت امرش بود.
سالها پس از جنگ ایران و عراق یکی از فرماندهان عالی رتبه نظامی سپاه ایران بنام سردار فتح الله جعفری که خودش نیز در رسته زرهی جنگیده بود و در عملیات فتح المبین و آزادسازی خرمشهر شرکت کرده بود، در یکی از مصاحبه هایش گفت : ما ایرانی ها هم وقتی خبر اعدام جواد اسعد را شنیدیم دلمان برایش سوخت چون میدانستیم که خیلی خوب برای عراق جنگیده بود.